# 贝阿恩酱
贝阿恩酱（法語： [sos beaʁnɛz] ⓘ 或  [beaʁnɛz] ⓘ），又译伯那西酱、伯纳西酱，是一种由蛋黄、无水黄油、白酒醋和香草制成的酱汁。其被认为是荷蘭醬的变种，区别仅在于调味料：贝阿恩酱使用火葱、黑胡椒和龍蒿，而荷兰酱使用白胡椒或少许卡宴辣椒。
“贝阿恩酱”得名于法国贝阿恩行省。不过与名字相反，这种酱汁并非源自贝阿恩，而是来自巴黎地区。据部分资料称，它是由圣日耳曼昂莱亨利四世楼餐厅的主厨让-路易-弗朗索瓦·科利内意外发明的。当顾客询问这种新酱汁的名称时，科利内望向来自贝阿恩的法国国王亨利四世的半身像，便即兴将其命名为“贝阿恩酱”。